# Celebration (Premiata Forneria Marconi)
Celebration è un album raccolta del gruppo di rock progressivo italiano Premiata Forneria Marconi, pubblicato nel 1976 dalla Numero Uno.   
Contiene brani originariamente pubblicati negli album Photos of Ghosts (A1, A2), L'isola di niente (A3, B1, B2) e Chocolate Kings (A4), e fa parte di una serie economica denominata Linea Tre i cui album venivano venduti a prezzo ridotto.

## Tracce

### Lato A
1. Celebration[1] (È festa) – 3:52 (Mussida-Pagani – testo inglese: Peter Sinfield)
2. Photos of Ghosts[1] (Per un amico) – 5:21 (Pagani-Mussida-Premoli – testo inglese: Peter Sinfield)
3. Dolcissima Maria[2] – 4:01 (Pagani-Mussida-Premoli)
4. Chocolate Kings[1] – 4:39 (testo: Marva Jan Marrow – musica: Mussida-Pagani)

Durata totale: 17:53

### Lato B
1. L'isola di niente[2] – 10:40 (Pagani-Mussida-Premoli)
2. La luna nuova[2] (Zorba) – 6:17 (Pagani-Mussida-Premoli)

Durata totale: 16:57

## Formazione
- Franz Di Cioccio - batteria
- Franco Mussida - voce (tranne A4), chitarra
- Flavio Premoli - voce (tranne A4), tastiere
- Patrick Djivas - basso (tranne A1, A2)
- Giorgio Piazza - basso (A1, A2)
- Mauro Pagani - violino, flauto, ottavino
- Bernardo Lanzetti - voce (A4)